# Serie A 1980/1981
Serie A i fotboll 1980/1981 vanns av Juventus FC.
| Vinnare av Serie A 1980/1981 |
| ---------------------------- |
| Juventus FC 19:e titeln      |
|                              |

## Slutställning
| P   | Lag                      | Spelade | Vinst | Oavgjort | Förlust | Gjorda mål | Insläppta mål | Målskillnad | Poäng | Notering            |
| --- | ------------------------ | ------- | ----- | -------- | ------- | ---------- | ------------- | ----------- | ----- | ------------------- |
| 1.  | Juventus FC (C)          | 30      | 17    | 10       | 3       | 46         | 15            | +31         | 44    | Till Europacupen    |
| 2.  | AS Roma                  | 30      | 14    | 14       | 2       | 43         | 20            | +23         | 42    | Till Cupvinnarcupen |
| 3.  | SSC Napoli               | 30      | 14    | 10       | 6       | 31         | 21            | +10         | 38    | Till UEFA-cupen     |
| 4.  | FC Internazionale Milano | 30      | 14    | 8        | 8       | 41         | 24            | +17         | 36    | Till UEFA-cupen     |
| 5.  | ACF Fiorentina           | 30      | 9     | 14       | 7       | 28         | 25            | +3          | 32    |                     |
| 6.  | Cagliari Calcio          | 30      | 8     | 14       | 8       | 29         | 30            | -1          | 30    |                     |
| 7.  | Bologna FC 1909          | 30      | 11    | 12       | 7       | 32         | 27            | +5          | 29    |                     |
| 7.  | FC Catanzaro             | 30      | 6     | 17       | 7       | 24         | 27            | -3          | 29    |                     |
| 9.  | Torino FC                | 30      | 8     | 10       | 12      | 26         | 29            | -3          | 26    |                     |
| 10. | US Avellino              | 30      | 10    | 10       | 10      | 36         | 33            | +3          | 25    |                     |
| 10. | Ascoli Calcio 1898       | 30      | 7     | 11       | 12      | 18         | 34            | +16         | 25    |                     |
| 10. | Udinese Calcio           | 30      | 6     | 13       | 11      | 24         | 39            | -15         | 25    |                     |
| 10. | Calcio Como              | 30      | 8     | 9        | 13      | 25         | 33            | -8          | 25    |                     |
| 10. | Brescia Calcio           | 30      | 4     | 17       | 9       | 19         | 25            | -6          | 25    | Till Serie B        |
| 15. | Perugia Calcio           | 30      | 5     | 13       | 12      | 18         | 31            | -13         | 18    | Till Serie B        |
| 16. | AC Pistoiese             | 30      | 6     | 4        | 20      | 19         | 46            | -27         | 16    | Till Serie B        |